# П'яцца-дель-Кампо

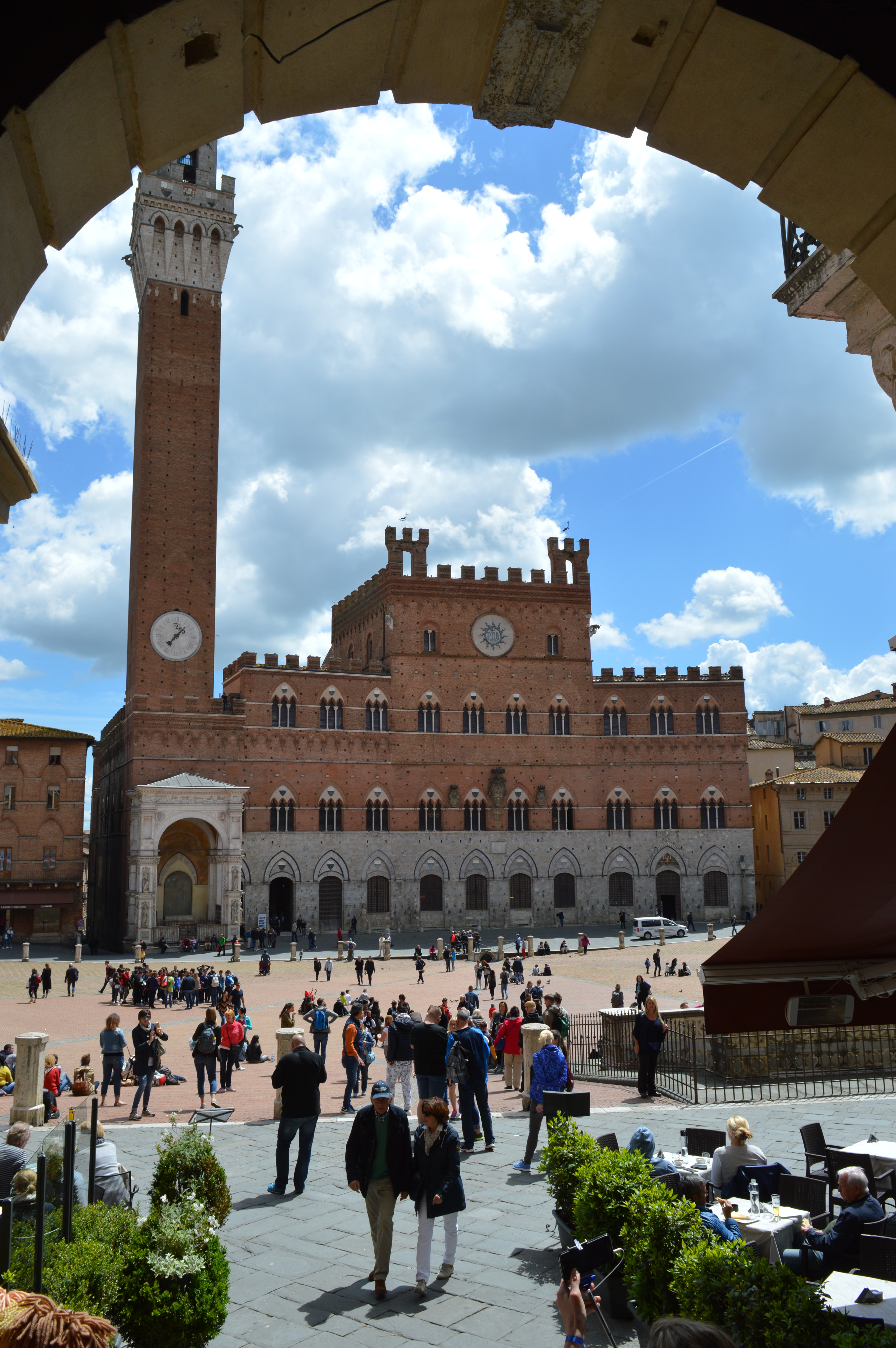
П'яцца-дель-Кампо в Сієні

П'яцца-дель-Кампо (італ. Piazza del Campo) — центральна площа італійського міста Сієни, одна з найвеличніших середньовічних площ. На неї виходять фасади Палаццо Пуббліко з вежею Торре дель Манджа, що є архітектурною домінантою площі, і різні palazzi signorili.
На площі розташований знаменитий Фонтан радості, над оформленням якого в 1412—1419 роках працював скульптор Якопо делла Кверча.
Двічі на рік по периметру площі проводять знамениті перегони (Паліо). Дорога по периметру засипається піском, по якому біжать коні, а після закінчення перегонів пісок ретельно зчищають.

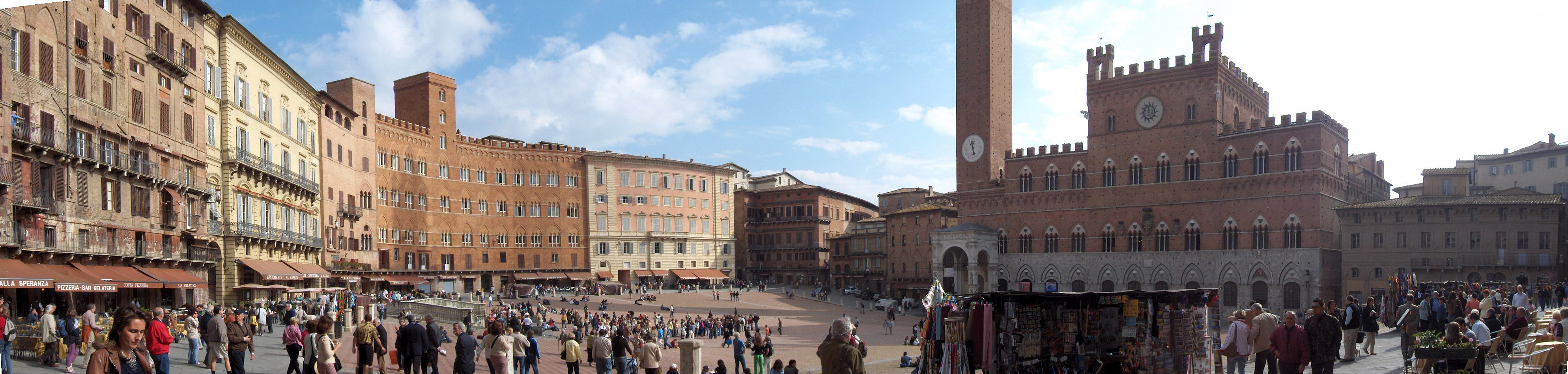
Панорама П'яцца-дель-Кампо